# Vissum
Vissum – dzielnica miasta Arendsee (Altmark) w Niemczech, w kraju związkowym Saksonia-Anhalt, w powiecie Altmarkkreis Salzwedel.
Do 31 grudnia 2010 gmina, wchodząca w skład wspólnoty administracyjnej Salzwedel-Land.